# Leonardo Suárez
Leonardo Gabriel Suárez (San Martín, 30 marzo 1996) è un calciatore argentino, attaccante dell'Estudiantes (LP), in prestito dal Pumas UNAM.

## Caratteristiche tecniche
È una mezzapunta che può essere impiegata anche sulle fasce.

## Carriera

### Nazionale
Ha preso parte al Campionato sudamericano Under-17 2013 (5 presenze, 2 gol), al Mondiale Under-17 2013 (4 presenze, 1 gol) ed al Campionato sudamericano Under-20 2015 (3 presenze, 1 gol).

## Palmarès

### Club
- Campionato messicano: 1

America: Apertura 2023

### Nazionale
- Campionato sudamericano Under-17: 1

Argentina 2013
- Campionato sudamericano Under-20: 1

Uruguay 2015